# John Garnett
John Brady Garnett (Seattle, 1940) é um matemático estadunidense.
Garnett estudou na Universidade de Notre Dame (bacharelato 1962) e obteve um doutorado em 1966 na Universidade de Washington, orientado por Irving Leonard Glicksberg.
Em 2003 recebeu o Prêmio Leroy P. Steele por seu livro "Bounded analytic functions". Em 1986 foi palestrante convidado ("Invited Lecturer") no Congresso Internacional de Matemáticos em Berkeley.

## Obras
- Bounded analytic functions, Academic Press, 1981.